# Loma Bonita, Maravilla Tenejapa
Loma Bonita är en ort i Mexiko.   Den ligger i kommunen Maravilla Tenejapa och delstaten Chiapas, i den sydöstra delen av landet, 900 km öster om huvudstaden Mexico City. Loma Bonita ligger 202 meter över havet och antalet invånare är 462.
Terrängen runt Loma Bonita är huvudsakligen lite kuperad. Loma Bonita ligger nere i en dal. Runt Loma Bonita är det ganska glesbefolkat, med 30 invånare per kvadratkilometer. Närmaste större samhälle är Santo Domingo de las Palmas, 6,9 km söder om Loma Bonita. I omgivningarna runt Loma Bonita växer i huvudsak städsegrön lövskog.